# Тубола
Тубола — река в России, протекает в Некоузском районе Ярославской области; правый приток реки Ильд.
Сельские населённые пункты у реки: Притыкино, Ханинка, Аниково, Федотьево; устье находится напротив деревни Кулотино.